# Борзабад (Марказі)
Борзабад (перс. برزاباد) — село в Ірані, у дегестані Фармагін, у Центральному бахші, шагрестані Фараган остану Марказі. За даними перепису 2006 року, його населення становило 185 осіб, що проживали у складі 71 сім'ї.

## Клімат
Середня річна температура становить 12,50 °C, середня максимальна – 32,62 °C, а середня мінімальна – -10,99 °C. Середня річна кількість опадів – 262 мм.
| Клімат поселення                              | Клімат поселення | Клімат поселення | Клімат поселення | Клімат поселення | Клімат поселення | Клімат поселення | Клімат поселення | Клімат поселення | Клімат поселення | Клімат поселення | Клімат поселення | Клімат поселення | Клімат поселення |
| Показник                                      | Січ.             | Лют.             | Бер.             | Квіт.            | Трав.            | Черв.            | Лип.             | Серп.            | Вер.             | Жовт.            | Лист.            | Груд.            |                  |
| Середній максимум, °C                         | 7,86             | 10,42            | 15,44            | 20,50            | 24,81            | 31,86            | 32,62            | 31,39            | 27,18            | 21,21            | 14,46            | 8,41             |                  |
| Середня температура, °C                       | −1,56            | 0,99             | 6,00             | 11,06            | 15,37            | 22,43            | 26,03            | 24,80            | 20,58            | 14,62            | 7,88             | 1,82             |                  |
| Середній мінімум, °C                          | −10,99           | −8,45            | −3,42            | 1,64             | 5,95             | 13,00            | 19,42            | 18,20            | 13,99            | 8,02             | 1,28             | −4,78            |                  |
| Норма опадів, мм                              | 37               | 36               | 47               | 35               | 30               | 4                | 1                | 1                | 0                | 10               | 24               | 37               |                  |
| Середньомісячна швидкість вітру, м/с          | 1.76             | 2.00             | 2.81             | 3.06             | 2.76             | 2.50             | 2.72             | 2.40             | 2.30             | 2.19             | 1.92             | 1.34             |                  |
| Середньомісячна сонячна радіація, кДж/м²·день | 9058             | 12364            | 14798            | 18246            | 22225            | 26799            | 26041            | 24016            | 20819            | 15381            | 10916            | 8941             |                  |
| --------------------------------------------- | ---------------- | ---------------- | ---------------- | ---------------- | ---------------- | ---------------- | ---------------- | ---------------- | ---------------- | ---------------- | ---------------- | ---------------- | ---------------- |
| Джерело:                                      |                  |                  |                  |                  |                  |                  |                  |                  |                  |                  |                  |                  |                  |